# سیارک ۲۷۰۹۴
سیارک ۲۷۰۹۴ (به انگلیسی: 27094 Salgari، نامگذاری:1998UC23) بیست و هفت هزار و نود و چهارمین سیارک کشف شده‌است که در ۲۵ اکتبر ۱۹۹۸ کشف شد.